# アンドレ・バザン
アンドレ・バザン（André Bazin、1918年4月18日 アンジェ - 1958年11月11日 ノジャン＝シュル＝マルヌ）は、戦後フランスで影響力の非常に大きかった映画批評家である。「ヌーヴェルヴァーグの精神的父親」と称されることもある。

## 来歴・人物

### 『カイエ』まで
1918年4月18日、フランス・メーヌ＝エ＝ロワール県アンジェに生まれる。
はじめ教職を志し、1938年にパリ郊外オー＝ド＝セーヌ県サン＝クルーの師範学校に入学。しかし1941年に教職資格の口頭試問に失敗し、やがてパリで「文学会館 Maison des Lettres」を旗揚げしたばかりのピエール＝エメ・トゥシャール（俳優・劇作家、1903年 - 1987年）と親しくなる。
シネクラブを創設し、ロジェ・レーナルトを招いた。バザンは雑誌『エスプリ Esprit』に連載されていたレーナルトの記事「スペクタクルの小さな学校 La Petite école du spectateur」の愛読者だったのである。
1944年のフランス解放が国民に与えた衝撃は大きかった。この混乱のさなかで、戦争中に損なわれた文化を取りもどそうという動きが起こる。バザンもこの使命に燃え、「労働と文化 Travail et culture」と「民衆と文化 Peuple et culture」と契約し、大衆教育に関わった。ドイツ、アルジェリア、モロッコなどの数々の工場でシネクラブの創設や講演活動に参加。
一方で『レクラン・フランセ L'écran français』、『パリジャン・リベレ Le Parisien Libéré』、『エスプリ』といった雑誌に、映画に関する論文を発表。また、『ラジオ＝シネマ＝テレヴィジオン Radio-Cinéma-Télévision』誌（後の『テレラマ Télérama』誌）の創刊にも参加。この頃、少年鑑別所を出た10代のフランソワ・トリュフォーを引き取って面倒をみていた。家族に恵まれなかったトリュフォーにとって、バザンは精神的父親であり、庇護者のような存在となってゆく。
やがて1951年ジャック・ドニオル＝ヴァルクローズとともに、『カイエ・デュ・シネマ Les Cahiers du Cinéma』誌を創刊、その死去まで編集長をつとめる（1951年 - 1958年、初代編集長）。一定の世代の批評家と未来の映画人たちがこぞってこの雑誌に寄稿し、彼らがヌーヴェルヴァーグの一翼を担うこととなる。

### 批評活動
バザンは、質の高い作品を一般大衆向けに紹介し解説するという賭けに出た。そうすれば大衆の映画に対する要求はより厳しいものになり、単なる商業映画には満足しなくなるだろうと考えたのである。彼にとって文化とは大衆を解放する手段だった。オーソン・ウェルズについて解説書を執筆したのも同じ考えに基づくことだった。1958年の作品『黒い罠』の公開時にはウェルズにインタビュー取材も行っている。また、チャールズ・チャップリンやジャン・ルノワールについてもそれぞれ一書を著した。マルセル・カルネの『日は昇る』(Le jour se lève)については、ウェルズの『市民ケーン』に匹敵する出来であると評価した。
機知に富み自由な心の持ち主であったバザンは、基本的に自分が気に入った作品のことしか書かない主義だった。ある種の作品に関してトリュフォーに批評の執筆をまかせているのもこうした理由によるものである。「私は『パリ語りなば』(Si Paris nous était conté、サシャ・ギトリ監督・脚本、1955年)がそこまで素晴らしい作品だとは思わない。私たちはギトリならもっとましなものをつくれるはずだと考えるようになっているからだ。だがフランソワ・トリュフォーは『パリ語りなば』が気に入ったようで、この作品をきちんと褒められるのはパリでトリュフォーだけだから、私は彼に席を譲る」。

### 影響
1958年11月11日、パリ郊外、ヴァル＝ド＝マルヌ県ノジャン＝シュル＝マルヌでバザンは白血病のため40歳で亡くなった。フランソワ・トリュフォーの長編デビュー作『大人は判ってくれない』が発表されたのはそのわずか1年後のことである。バザンは、自分が手塩にかけた若き愛弟子たちが頭角を現してゆくのを目にすることはなかったのである。
トリュフォーは『大人は判ってくれない』をバザンに捧げた。

## 文献

### 著書
- Orson Welles, 1950（ジャン・コクトー序文）
  - 『オーソン・ウェルズ』堀潤之訳、インスクリプト、2015年（サルトルらの『市民ケーン』評なども収録）
- Qu'est-ce que le cinéma ?（全4巻）
Tome I. Ontologie et langage, 1958
  - 『映画とは何かII：映像言語の問題』小海永二訳、美術出版社、1970年

Tome II. Le cinéma et les autres arts, 1959
  - 『映画とは何かIV：映画と他の諸芸術』小海永二訳、美術出版社、1977年

Tome III. Cinéma et sociologie, 1961
  - 『映画とは何かI：その社会学的考察』小海永二訳、美術出版社、1967年

Tome IV. Une esthétique de la réalité : le néo-réalisme, 1962
  - 『映画とは何かIII：現実の美学・ネオ゠リアリズム』小海永二訳、美術出版社、1973年
- Jean Renoir, 1971
  - 『ジャン・ルノワール』フランソワ・トリュフォー編、奥村昭夫訳、フィルムアート社、1980年
- Orson Welles, 1972　※アンドレ・S・ラバルトによる編集、上記1950年版とは別ヴァージョン
- Charlie Chaplin, 1972　※フランソワ・トリュフォーによる編集
- Qu'est-ce que le cinéma ?, 1975
  - 『小海永二翻訳撰集4：映画とは何か』丸善、2008年 - 上記邦訳（全4巻）の再編新版
  - 新訳版『映画とは何か』野崎歓・大原宣久・谷本道昭訳、岩波文庫（上・下）、2015年。※上記全4巻の65篇のうち27篇を収録
- Le Cinéma de la cruauté, 1975
  - 『残酷の映画の源流』佐藤東洋麿・西村幸子訳、新樹社、2003年。※フランソワ・トリュフォーによる編集
- Le Cinéma de l'Occupation et de la Résistance, 1975（占領期とレジスタンス期の映画）※フランソワ・トリュフォーによる編集
- Le Cinéma français de la Libération à la Nouvelle Vague (1945-1958), 1983（解放からヌーヴェル・ヴァーグまでのフランス映画）※ジャン・ナルボニによる編集
- Écrits complets, 2018（全集、全2巻）※エルヴェ・ジュベール゠ローランサンによる編集、約2,700篇を収録

### 関連文献
- 野崎歓『アンドレ・バザン：映画を信じた男』（春風社、2015年）
- 『アンドレ・バザン研究』第1号〜第6号（アンドレ・バザン研究会［山形大学人文社会科学部附属映像文化研究所］、2017〜2022年）※バザンの初邦訳論考などを掲載